# Epicharis minima
Epicharis minima är en biart som först beskrevs av Heinrich Friese 1904.  Epicharis minima ingår i släktet Epicharis och familjen långtungebin. Inga underarter finns listade i Catalogue of Life.